# Carmelopodus
Carmelopodus  (лат.) — ихнород тероподных динозавров. Следы юрского возраста предположительно принадлежат базальным цератозаврам, поскольку отпечатки лап имеют сходство с абелизавридами. В 2016 году большой отпечаток Carmelopodus sp. раннеюрского возраста из Марокко был описан как принадлежащий животному длиной 8 м и весом 1,65 т. Другой отпечаток из среднеюрских отложений США, принадлежащий типовому виду Carmelopodus untermannorum, имеет размер 4 см и принадлежит особи 68 см длиной и массой 1 кг.